# 門羅縣 (田納西州)
門羅縣（英語：Monroe County）是美國田納西州東南部的一個縣，東鄰北卡羅萊納州。面積1,690平方公里。根據美國2000年人口普查，共有人口38,961人。縣治馬迪遜維 (Madisonville)。
成立於1819年11月13日。縣名紀念第五任總統詹姆斯·門羅。